# Trilobita
Trilobiti (Trorežnjaci; od grč. trilobites, 'trorežnat') najpoznatiji su predstavnici podstabla Trilobitomorpha, a pripadaju člankonošcima. Pojavili su se u kambriju, a izumrli krajem perma (točnije, na granici perma i trijasa).
Tijelo im je bilo pokriveno kalcitnim štitom, osobito jakim na leđima. Taj leđni štit bio je raščlanjen uzdužno na tri režnja ili lobusa. Aksijalni lobus štitio je probavni sustav, a pleuralni pokrivao dodatke. Poprečno je tijelo bilo podijeljeno na cephalon (glava), thorax (torzo) i pygidium (donji dio).
Trilobiti su prve životinje s vidnim sustavom. Kao i kukci imali su složene oči koje su razvijene lateralno. Iako su postojale i slijepe grupe, to obilježje je bilo sekundarno i pojavilo se kao prilagodba životu u endobentosu. Disali su na škrge. Kao i gotovo svi člankonošci presvlačili su se tijekom razvoja. U stresnim situacijama mogli su se zarolati poput tapeta.
Većinom su puzali i plivali po dnu mora, gdje su se hranili strvinama. Raznolika morfologija omogućila im je spektar širokih životnih stilova u paleozojskim morima. Prvi put su se pojavili u kambriju, a izumrli su u permu. Najviše ih je nađeno na prostoru bivše Čehoslovačke. Najpoznatiji su predstavnici: Paradoxides bohemicus (srednji kambrij), Agnostus bisiformis (gornji kambrij), Dalmania socialis (donji silur).
U biostratigrafiji su posebno značajni kao provodni fosili u kambriju. Nakon kambrijskog masovnog izumiranja sve više im se smanjuje značaj.